# Mercan'Tour Classic Alpes-Maritimes 2022
De 2e editie van de Mercan’Tour Classic Alpes-Maritimes vond plaats op 31 mei 2022 en werd gewonnen door de Deen Jakob Fuglsang. Zijn ploegmaat Michael Woods eindigde als tweede. David Gaudu hield de eer voor de Fransen hoog met een derde plaats. Fuglsang kwam solo over de finish, nadat hij 6.6 kilometer alleen in de aanval reed. 
De start vond plaats in Puget-Théniers. De finishstreep lag op de Valberg. In de race waren bijna 4800 hoogtemeters opgenomen.
De race was onderdeel van de UCI Europe Tour van 2022.

## Uitslag
| Plaats  | Naam                  | Ploeg                    | tijd     |
| ------- | --------------------- | ------------------------ | -------- |
| Winnaar | Jakob Fuglsang        | Israel-Premier Tech      | 4u50'34" |
| 2       | Michael Woods         | Israel-Premier Tech      | +31"     |
| 3       | David Gaudu           | Groupama-FDJ             | +34"     |
| 4       | Jesús Herrada         | Cofidis                  | +1'05"   |
| 5       | Steff Cras            | Lotto Soudal             | +1'07"   |
| 6       | Louis Meintjes        | Intermarché-Circus-Wanty | +1'46"   |
| 7       | Matteo Jorgenson      | Movistar Team            | +2'03"   |
| 8       | Lenny Martinez        | Groupama-FDJ             | +2'53"   |
| 9       | Michel Ries           | Arkéa Samsic             | +3'15"   |
| 10      | Sébastien Reichenbach | Groupama-FDJ             | +3'49"   |

2021 · 2022 · 2023 · 2024